# Ruime wind
Ruime wind of bakstagwind wordt het bij zeilen genoemd, wanneer de wind schuin van achteren komt. De koers die daarbij wordt gevaren heet een ruimwindse koers. Bij ruime wind vormt de windrichting een hoek tussen ongeveer 100 en 170 graden met de lengteas van de boot, dit kan over beide boegen. 
Men vaart zogezegd ruimschoots, dus met langsgetuigde schepen met de schoten ver uitgevierd. Voor de traditionele zeilvaart op de dwarsgetuigde schepen was de ruimwindse koers de optimale koers, dan werd de hoogste snelheid gehaald. Een ruimwindse koers is gunstig, omdat er veel ruimte tot manoeuvreren is en zowel oploeven als afvallen mogelijk zijn.
Andere koersen ten opzichte van de wind zijn aan de wind, halve wind en voor de wind. Recht tegen de wind in heet in de wind.

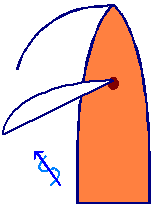
ruime wind met zeil over bakboord, koers naar stuurboord ten opzichte van de windrichting
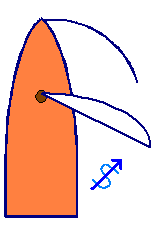
ruime wind met zeil over stuurboord, koers naar bakboord ten opzichte van de windrichting